# 1+1 (musikalbum)
1 + 1 från 1997 är ett duoalbum av pianisten Herbie Hancock och saxofonisten Wayne Shorter med till största delen egna kompositioner.

## Låtlista
1. Meridianne – A Wood Sylph (Wayne Shorter) – 6:11
2. Aung San Suu Kyi (Wayne Shorter) – 5:47
3. Sonrisa (Herbie Hancock) – 6:27
4. Memory of Enchantment (Michiel Borstlap) – 6:22
5. Visitor from Nowhere (Herbie Hancock/Wayne Shorter) – 7:45
6. Joanna's Theme (Herbie Hancock) – 5:23
7. Diana (Wayne Shorter) – 5:33
8. Visitors from Somwhere (Herbie Hancock/Wayne Shorter) – 9:05
9. Manhattan Lorelei (Herbie Hancock/Wayne Shorter) – 7:25
10. Hale Bopp, Hip Hop (Herbie Hancock) – 1:51

## Medverkande
- Herbie Hancock – piano
- Wayne Shorter – sopransax